# Middelburg (polder)
Polder Middelburg is een polder en een voormalig waterschap in de Nederlandse provincie Zuid-Holland, in de gemeenten Alphen aan den Rijn (voorheen Boskoop) en Bodegraven-Reeuwijk. De polder maakte tot 1864 deel uit van de Verenigde polder aan de Oostzijde van de Gouwe en kreeg toen een eigen bestuur. De polder bestaat van zuid naar noord uit de blokken Middelburg, Foreest en Nieuwkoop. Nieuwkoop ligt in de Alphen aan den Rijn Boskoop, de beide andere blokken in Bodegraven-Reeuwijk.
Het waterschap was verantwoordelijk voor de vervening (sinds 1802), drooglegging (in 1866) en de waterhuishouding in het gebied.